# Billy the Kid (1930)
Billy the Kid ist ein Western aus dem Jahr 1930. Der frühe Tonfilm entstand unter der Regie von King Vidor. In den Hauptrollen sind Johnny Mack Brown und Wallace Beery zu sehen. Der Film gilt als erste bedeutende Verfilmung der Geschehnisse um Billy the Kid und Pat Garrett.

## Handlung
Der reiche Viehbaron William Donovan engagiert Sheriff Pat Garrett, um Garretts alten Weggefährten Billy the Kid zur Strecke zu bringen. Dieser hat sich mit Donovan angelegt und einige seiner Handlanger erschossen. Nachdem es Billy the Kid mehrfach gelingt, Garrett zu entkommen und sich Richtung Mexiko abzusetzen, kommt es dort zum entscheidenden Showdown zwischen den beiden Freunden.

## Hintergrund
Billy the Kid (mit bürgerlichem Namen Henry McCarty oder William H. Bonney) und Pat Garrett hat es wirklich gegeben, ihr Konflikt miteinander ist historisch verbrieft. Der Film selbst geht auf den Roman The Saga of Billy the Kid von Walter Noble Burns zurück.
King Vidors Version ist eine der ersten Verfilmungen der Geschichte, nach Laurence Trimbles Kurzfilm aus dem Jahr 1911. Es folgten zahlreiche weitere Verfilmungen.
Gedreht wurde der Film in Lincoln County, dem Wirkort des echten William Bonney. William S. Hart diente als technischer Berater.
Der Film wurde parallel in einer 35-mm-Fassung und in einer Fassung mit 70-mm-Breitwandfilm gedreht. Der Versuch, dieses Format in den Kinos zu etablieren, scheiterte rasch, da die Kinobetreiber stattdessen in Tonfilmausstattung investieren mussten.
Erst knapp neunzig Jahre nach dem Kinostart war der Film als Teil einer Retrospektive an der Berlinale 2020 erstmals auf einer deutschen Leinwand zu sehen.

## Kritiken
Joe Hembus merkt an, der Film leide „unter der Fehlbesetzung des Hauptdarstellers“. Billy the Kid sei lediglich ein Vehikel gewesen, dem Football-Spieler Brown eine seit drei Jahren vertraglich zugesicherte Hauptrolle zu gewähren. Phil Hardy urteilt, Billy sei in seiner Rebellen-Attitüte ein echter Vidor-Held. Das Filmformat habe es Vidor aber schwer gemacht, mit Nahaufnahmen die Gefühlswelt seines Helden zu verdeutlichen.